# 澳門特寫

澳門特寫第四十八期封面

澳門特寫（英語：Macau CLOSER）創刊於2007年2月，是澳門首部英語時事和生活雜誌。2009年4月改為中英雙語發行。
出版人及總監為白嘉度（Ricardo Pinto，前譯彭家滔）。

## 外部連結
- 澳門特寫官網 （页面存档备份，存于） （英文）（中文）